# 向陽 (村下孝藏歌曲)
《向陽》（日語：陽だまり）是日本男性創作歌手村下孝藏的第12張單曲。1987年9月21日由CBS Sony發行。

## 解說
《向陽》是創作歌手村下孝藏於樂壇出道第8年發行的單曲，同名表題曲曾被富士電視台電視動畫《相聚一刻》選為最後一首片頭主題曲使用，使用時間從1987年10月14日（第77話）至1988年3月2日（第96話）為止。另外，該單曲發行時封面是以同名電視動畫女主角音無響子作為封面人物。
同年後來有收錄在與村下他個人單曲同名的專輯《向陽》裡。

## 收錄歌曲
所有歌曲由村下孝藏作詞、作曲，水谷公生編曲。
1. 向陽
  - 富士電視台電視動畫《相聚一刻》片頭主題曲
2. 白花頃

## 翻唱
白花頃
- 2006年，中村善郎（日语：中村善郎）（收錄在『繪日記與紙芝居 ～村下孝藏貢物專輯～』）

## 相關項目
- 1987年歌曲（日语：1987年の音楽）